# 團徳麿
團 徳麿（だん とくまろ、新字体：団 徳麿、1902年12月20日 - 1987年1月18日）は、日本の俳優、脚本家。「徳磨」は誤り。本名は山本 徳麿（やまもと-）。初期芸名は太田黒 黄吉（おおたぐろ こうきち）。
メーキャップと変装の名人で、怪優として知られた剣戟俳優である。愛称は「ダントク」。丹下左膳を初めて演じた俳優でもある。長女は女優の山本鳥古、その娘婿は俳優の五味龍太郎、孫娘は放送作家の山本真奈美である。

## 来歴
1902年（明治35年）12月20日、兵庫県神戸市兵庫切戸町に生まれる。1916年（大正5年）、新派の松尾次郎一座に入り、谷本若葉を名乗って横浜喜楽座で初舞台を踏む。その後静間小次郎一座等で舞台活動を行った。
1925年（大正14年）、東亜キネマ等持院撮影所に入社、同年に『荒神山の血煙』で太田黒黄吉名義で出演した。同年の東亜キネマとマキノ・プロダクションの分離の際には、東亜の等持院撮影所に残った。1926年（大正15年）、芸名を團徳麿に改名し、やがて同社の幹部俳優となる。
1928年（昭和3年）、広瀬五郎監督の『新版大岡政談』で丹下左膳役を演じ、初の丹下左膳俳優となった。1929年（昭和4年）、山口好幸監督の『怪盗小平次』で主演の傍ら脚本も書き、同年の『夕凪城の怪火]』、1930年（昭和5年）の『侠骨元禄組』では、主演のほかに原作を執筆している。筆名はすべて旧芸名の太田黒黄吉名義である。
1930年（昭和5年）、帝国キネマ演芸（帝キネ）に移籍。帝キネでは、新居重明監督の『女讐夜話』、志波西果監督の『時代の反抗児』に主演したが、翌1931年（昭和6年）に同社を離れ、市川右太衛門プロダクション、片岡千恵蔵プロダクションの各作品に客演した後、1934年（昭和9年）、新興キネマに入社した。
1936年（昭和11年）2月、マキノトーキー製作所に移籍するが、同社は1937年（昭和12年）に解散となり、団は多くの同社のスタッフ・キャスト同様に日活京都撮影所に移籍した。1942年（昭和17年）の戦時統合で日活は大映となり、団は松竹京都撮影所に移籍した。
終戦後の1950年（昭和25年）、東横映画に入社。翌1951年（昭和26年）の東映合併後は同社所属となり数多くの時代劇映画に出演した。
1987年（昭和62年）1月18日、心不全のため死去。84歳没。

## 人物・エピソード
東亜キネマでは一作ごとにメイキャップで別人に人相も立ち回りも変え、「怪優」と呼ばれた。1926年の『天明怪捕物・梟』（石田民三監督）では、白髪頭の老人に扮し、亀の子のようにうずくまった姿勢で、頭から背に杖を背負って縦一文字に構え、ゼンマイ仕掛けのように躍り上がって相手を打つという奇想天外な立ち回りを見せた。1927年の『新版大岡政談』（広瀬五郎監督）では、大河内傳次郎よりも早く、左膳と刀鍛冶の得院兼光、山椒の豆太郎の三役を演じている。「山椒の豆太郎」は身体を二つに曲げて1メートル足らずの小人に扮し、この姿で立ち回りを演じて見せている。
当時の『芝居とキネマ』誌によれば、身長5尺3寸（160.6センチメートル）、体重14貫（52.5 キログラム）という体格であった。

## 出演作品

### 映画
- 荒神山の血煙（1925年、東亜キネマ） - 大瀬番五郎
- 夢現三百年往来（1926年、東亜キネマ）
- 讐討乙女椿（1926年、東亜キネマ） - 金井谷五郎
- 愛傷（1926年、東亜キネマ）
- 天明怪捕物・梟（1926年、東亜キネマ）
- 剣難女難（1927年、東亜キネマ） - 大月玄蕃
- 砂絵呪縛（1927年、東亜キネマ） - 関仙兵衛
- 新版大岡政談（1927年、東亜キネマ） - 丹下左膳
- 武骨者（1929年、東亜キネマ）
- 怪盗小平次（1929年、東亜キネマ）
- お蝶殺し（1929年、東亜キネマ）
- 夕凪城の怪火（1929年、東亜キネマ）
- 侠骨元禄組（1930年、東亜キネマ）
- 刃影走馬燈（1930年、東亜キネマ）
- 女讐夜話（1930年、帝国キネマ） - 斎藤主馬
- 時代の反抗児（1930年、帝国キネマ）
- 旋風時代（1930年、帝国キネマ）
- 舶来文明街（1931年、ツキガタプロ） - 江藤礼輔
- 国定忠治 流浪転変の巻（1933年、片岡千恵蔵プロダクション） - 三ツ木の文造
- 忠次売出す（1935年、新興キネマ） - 与三公
- 新納鶴千代（1935年、新興キネマ） - 戸波六平太
- 丹下左膳（1936年、マキノトーキー製作所） - 鈴川源十郎
- 弥太郎笠（1936年、マキノトーキー製作所）
- 瀧の白糸（1937年、マキノトーキー製作所）
- 血煙高田の馬場（1937年、日活） - 川瀬源次郎
- 鞍馬天狗シリーズ（日活）
  - 鞍馬天狗 角兵衛獅子の巻（1937年） - 黒姫の吉兵衛
  - 鞍馬天狗 竜攘虎搏の巻（1938年） - 黒姫の吉兵衛
  - 鞍馬天狗 江戸日記（1939年） - 仲間藤吉
  - 鞍馬天狗 恐怖篇（1939年） - 仲間藤吉
  - 天狗廻状 魔刃の巻（1939年） - 黒姫の吉兵衛
  - 続天狗廻状 刃影の巻（1939年） - 黒姫の吉兵衛
  - 鞍馬天狗捕はる（1940年） - 黒姫の吉兵衛
  - 鞍馬天狗 薩摩の密使（1941年） - 黒姫の吉兵衛
- 右門捕物帖シリーズ（日活）
  - 右門捕物帖 血染の手型（1938年） - 箕浦十鬼
  - 右門捕物帖 幽霊水芸師（1941年） - 弥之吉
- 弥次㐂夛道中記（1938年、日活） - 手品師
- 牢獄の花嫁（1939年、日活） - 別府の新七
- 宮本武蔵 剣心一路（1940年、日活） - 佐助
- 続清水港（1940年、日活） - 小政
- 海を渡る祭礼（1941年、日活） - 猿廻しの与市
- 江戸最後の日（1941年、日活） - 石田俊吉
- 俺は用心棒（1950年、東横映画） - 老乞食
- 旗本退屈男捕物控 七人の花嫁（1950年、東横映画） - とぼけの弥八
- いれずみ判官シリーズ
  - 女賊と判官（1951年、東横映画） - 旅の商人
  - 血ざくら判官（1954年、東映） - りゃんこの定九郎
  - 勢揃い喧嘩若衆（1955年、東映） - 易者一斎
  - 荒獅子判官（1955年、東映） - 丁次
  - 海賊奉行（1957年、東映） - 小料理屋亭主
  - はやぶさ奉行（1957年、東映） - 卯之吉
- 忠治旅日記シリーズ（東映）
  - 忠治旅日記 逢初道中（1952年） - 聖天の吉五郎
  - 忠治旅日記 喧嘩太鼓（1953年） - 浪人
- 續赤穂城（1952年、東映）
- 鞍馬天狗 疾風黒母坂（1953年、東映） - 猿面佐平次
- 旗本退屈男シリーズ（東映）
  - 旗本退屈男 どくろ屋敷（1954年） - 医師玄庵
  - 旗本退屈男 謎の幽霊船（1956年） - 小禄
  - 旗本退屈男 謎の紅蓮塔（1957年） - 片目の伝次
  - 旗本退屈男 謎の幽霊島（1960年） - うつぼの虎松
- 殴り込み二十八人衆（1954年、東映） - 法印の大五郎
- 快傑黒頭巾シリーズ（東映）
  - 快傑まぼろし頭巾（1954年） - 人買商人
  - ご存知快傑黒頭巾 危機一髪（1955年） - 疾風の市
- 快傑鷹（1954年、東映） - 百足丸
- 水戸黄門シリーズ（東映）
  - 水戸黄門漫遊記 火牛坂の悪鬼（1955年） - 藤島屋番頭
  - 水戸黄門漫遊記 怪力類人猿（1956年） - 勘助、類人猿
  - 水戸黄門漫遊記 怪猫乱舞（1956年） - 筈見恒庵
  - 水戸黄門（1957年） - 吾作
  - 水戸黄門 天下の副将軍（1959年） - 寺男
- 闇太郎変化（1955年、東映） - 松本左膳
- 夕焼童子（1955年、東映） - 佐竹陸奥守
- ふり袖小天狗（1955年、東映） - 棟梁
- 雄呂血の秘宝（1955年、東映） - 印度の占師
- 赤穂浪士 天の巻・地の巻（1956年、東映） - 八助
- 父子鷹（1956年、東映） - 用人小林
- やくざ大名（1956年、東映） - 角ッペ
- 新春オールスター映画（東映）
  - 任侠清水港（1957年） - 作造
  - 任侠東海道（1958年） - 甚吉
  - 任侠中仙道（1960年） - 六郎次
- 源氏九郎颯爽記 濡れ髪二刀流（1957年、東映） - 海坊主の寅
- 阿波おどり 鳴門の海賊（1957年、東映） - 牢番
- ゆうれい船（1957年、東映） - 七助
- 丹下左膳（1958年、東映） - 一風宗匠
- 殿さま弥次喜多 怪談道中（1958年、東映） - 丸市
- 右門捕物帖シリーズ（東映）
  - 右門捕物帖 片目の狼（1959年） - 武衛門
  - 右門捕物帖 南蛮鮫（1961年） - 又五郎
- お役者文七捕物暦 蜘蛛の巣屋敷（1959年、東映） - 現造
- 血斗水滸伝 怒涛の対決（1959年、東映） - お祭りの世話役
- 天下の伊賀越 暁の血戦（1959年、東映） - 喜右衛門
- 風小僧（1960年、東映） - 上月左門
- 人形佐七捕物帖シリーズ（東映）
  - 人形佐七捕物帖 般若の面（1960年） - 国貞
  - 人形佐七捕物帖 くらやみ坂の死美人（1960年） - 居酒屋の親爺
- 新吾十番勝負 第三部（1960年、東映） - 嘉平
- 草間の半次郎 霧の中の渡り鳥（1960年、東映） - 彦兵衛
- 柳生武芸帳（1961年、東映） - 久兵衛
- 伊賀の影丸（1963年、東映） - くも丸
- 宮本武蔵 一乗寺の決斗（1964年、東映） - 民八
- 忍者狩り（1964年、東映） - 赤蛙
- 日本侠客伝 血斗神田祭り（1966年、東映） - 岸八

### テレビドラマ
- 素浪人 月影兵庫 第1シリーズ 第11話「疑惑の笛が鳴っていた」（1965年、NET） - 亭主